# John Lebar
John Lebar ist ein britischer Schauspieler. Er ist vor allem für seine außergewöhnliche Körpergröße von 2,21 m bekannt.
Im Jahr 2007 trat er als Pestarzt im britischen Horrorfilm „The Sickhouse“ auf.
Außerdem spielt er einen Space Jockey Alien im Science-Fiction-Film Prometheus von Ridley Scott aus dem Jahr 2012.

## Filmographie
- The League of Gentlemen: „Destination: Royston Vasey“ (2000) als „Irischer Riese“
- Lexx: „Viva Lexx Vegas“ (2002) als „Mama“
- Ordan's Forest (2005) als „Ordan“
- Brainiac Science Abuse (2006) als „Tall John“
- The Sickhouse (2007) als Pestarzt[1]
- Crooked House (2008) als „The Abomination“
- Sherlock (2010) als Golem – Episode: „Das große Spiel“[1]
- Prometheus (2012) als „Ingenieur Nr. 2“[1]